# Alifás vegyületek
A szerves kémiában alifás vegyületen nem-aromás vegyületet értünk. Ez lehet nyílt láncú vagy aliciklusos.
Az alifás vegyület lehet telített vagy telítetlen, egyenes vagy elágazó láncú, és tartalmazhat nem-aromás gyűrűt is.
A név a görög αλοιφή (aloifé: olaj, kenőcs, zsír) szóból származik.

## Kapcsolódó lapok
- aliciklusos vegyületek
- aromás vegyületek